# 我王銀次
我王 銀次 （がおう ぎんじ、本名：池田 明 いけだ あきら、1959年7月3日 - 1992年12月7日）は、日本の俳優。滋賀県出身。

## 来歴・生涯
1984年に和泉聖治監督作品『魔女卵』のオーディションで主役に抜擢（）され、映画デビュー。芸名の我王は自身が大の阪神タイガースファンだったため、虎の吠える声の「ガオゥ」をもじったもの。劇団「大阪バトルロイヤル」を主宰。味のある演技、存在感で将来を嘱望されていた。
しかし1989年に急性白血病と診断され入院、退院後は激しい仕事を控えていた。1991年の「ミンボーの女」撮影中に不調を訴え、撮影終了後に検査を受けたところ、白血病の再発と診断。東京港区の慈恵医大に入院。その後入退院を繰り返したが、1992年12月7日、33歳で死去した。本人は病名を告知されないままだった。堀ノ内斎場で行われた通夜には中尾彬や石田純一など400人が参列、告別式は永島敏行、村田雄浩など200人が参列した。

## 出演

### 映画
- チ・ン・ピ・ラ（1984年）
- 魔女卵（1984年）
- バロー・ギャングBC（1985年）
- 湘南爆走族（1987年） - 原沢良美
- 名門!多古西応援団（1987年） - 主演・橘薫
- 山田村ワルツ（1988年）
- 極道渡世の素敵な面々（1988年）
- ころがし涼太 激突!モンスターバス（1988年）
- 童貞物語2 チェリーボーイズ（1988年）
- 疵（1988年）
- この胸のときめきを（1988年）
- ビー・バップ・ハイスクール 高校与太郎完結篇（1988年） - 丸野
- リボルバー（1988年）-工藤保
- cfガール（1989年）
- 押忍!!空手部（1990年） - 佐川章夫
- 香港パラダイス（1990年）
- !［ai-ou］（1991年）
- シャイなあんちくしょう（1991年、東映）
- はいすくーる仁義（1991年）
- C・ジャック（1992年）
- ミンボーの女（1992年）※遺作

### テレビ
- 父母の誤算（TBS、1981年）
- ふぞろいの林檎たちII（TBS、1985年）
- スケバン刑事II 少女鉄仮面伝説（フジテレビ、1985年）第9話
- 私鉄沿線97分署 （テレビ朝日・国際放映、1986年）第85話
- サントリーミステリースペシャル 「猫目石ころがった」（朝日放送、1986年）
- ザ・スクールコップ（フジテレビ、1988年）
- 時間ですよたびたび（TBS、1988年）第11話 - サブ
- 特別企画 さんまの「おれは裸だ」（読売テレビ、1988年）
- はいすくーる落書（TBS、1989年）
- キツイ奴ら（TBS、1989年）
- あいつがトラブル（フジテレビ、1989年）第4話-サカグチ
- 外科医有森冴子 第1シリーズ（日本テレビ、1990年）第4話
- 牟田刑事官事件ファイル(13) 横浜－八王子－伊良湖、殺人ラインの女たち（テレビ朝日、1990年）
- 男の事情シリーズ(3) それでも僕は母になりたい（日本テレビ、1990年）
- 木枯し紋次郎スペシャル 年に一度の手向け草（TBS、1990年）
- 忠臣蔵（TBS、1990年）
- 俺のベイビー! 春風荘異聞（読売テレビ、1992年）
- 混浴温泉露天風呂連続殺人事件12 誘拐された美人社長の謎（テレビ朝日、1993年）

### オリジナルビデオ
- 極道ステーキ（1991年、東映ビデオ）
- くノ一忍法帖（1991年、キングレコード） - 服部半蔵
- どチンピラ（1992年、SHSプロジェクト）

### バラエティー
- 正義の味方株式会社（CX系、1986年）